# الفعاشي (إب)

تعديل مصدري - تعديل

الفعاشي هي إحدى قرى عزلة بلادشار بمديرية إب التابعة لمحافظة إب، بلغ تعداد سكانها 532 نسمة حسب تعداد اليمن لعام 2004.